# 梅欧蒂
梅欧蒂（法語：Méautis，法語發音：[meoti(s)]）是法国芒什省的一个市镇，属于圣洛区。

## 地理
梅欧蒂（49°16'41"N, 1°17'58"W）面积16.98 平方千米，位于法国诺曼底大区芒什省，该省份为法国西北部沿海省份，西、北、东北三面环大西洋，东起顺时针与卡爾瓦多斯省、奧恩省、马耶讷省和伊勒-维莱讷省接壤。
与梅欧蒂接壤的市镇（或旧市镇、城区）包括：歐韋爾、卡朗唐莱马赖、土地沼泽村。
梅欧蒂的时区为UTC+01:00、UTC+02:00（夏令时）。

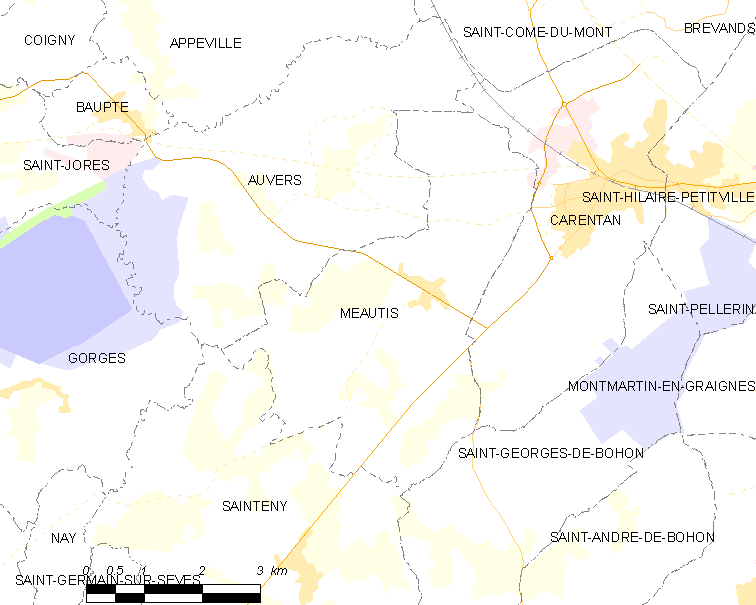
梅欧蒂的OSM定位图

## 行政
梅欧蒂的邮政编码为50500，INSEE市镇编码为50298。

## 政治
梅欧蒂所属的省级选区为卡朗唐莱马赖县。

## 人口

1962-2008年间梅欧蒂人口变化图示

梅欧蒂于2022年1月1日时的人口数量为648人。